# (181569) Leetyphoon
(181569) Leetyphoon est un astéroïde de la ceinture principale.

## Description
(181569) Leetyphoon est un astéroïde de la ceinture principale. Il fut découvert le 9 novembre 2006 à l'Observatoire de Lulin par Hong Qin Lin et Ye Quan-Zhi. Il présente une orbite caractérisée par un demi-grand axe de 2,94 UA, une excentricité de 0,09 et une inclinaison de 1,8° par rapport à l'écliptique.

## Compléments